# 断絶説
断絶説（だんぜつせつ、ギャップ・セオリー、Gap creationism）とは、創造論のうち、創世記1章1節と2節の間に期間があるとする説。
創世記1章1節の天地創造を最初の創造、3節以降の天地創造を「再創造」と位置づける。
3節以降の宇宙の創造以来の年代を長期間とする立場(古い地球説宇宙)と、創造を数千年前の6日間の出来事であるとする立場若い地球説とに分かれる。

## この説を支持する立場
ベンパー、トーマス・チャルマーズ、サイラス・スコフィールド、ヘンリー・シーセン、ハル・リンゼイ、エーリッヒ・ザウアー、バークレー・バックストン、パゼット・ウィルクス、森山諭、笹尾鉄三郎、高木慶太ら。